# Максимиан (поэт)
Максимиан (лат. Maximianus) — латинский элегический поэт VI века.

## Биография
Биографические сведения о поэте немногочисленны и почерпнуты, в основном, из его произведений. Происходил из «этрусского рода», в молодости пользовался покровительством уже ставшего знаменитым Боэция, был известным в Риме ритором и поэтом (1, 9—13), возможно, упоминается в переписке Кассиодора, в старости ездил послом из Рима в Константинополь.
От Максимиана сохранился цикл из шести любовных элегий, написанных уже в старости, и открывших новые аспекты казалось бы исчерпанного античными поэтами жанра. Первая элегия состоит из общих скорбных рассуждений о былой юности и печальной старости, во второй они повторяются в обращении к молодой возлюбленной Ликориде, с презрением отвергнувшей престарелого любовника.
В трех следующих поэт «с нарастающей выразительностью» описывает свои любовные приключения разных лет. В третьей он вспоминает, как в молодости получил от Боэция ценный совет о том, как овладеть желанной девушкой. Философ посоветовал предложить её родителям ценные дары, дабы они закрыли глаза на блуд своей дочери.
Далее Максимиан с иронией пишет, как позволение грешить отбило у него всякое желание, в результате чего недовольная подруга «возмущенно идет, неповрежденная, прочь», а узнавший о произошедшем Боэций восхваляет его целомудренный нрав.
В пятой элегии Максимиан описывает любовное приключение с гречанкой, случившееся во время константинопольского посольства, и прерванное по причине импотенции. Образцом для неё послужила одна из «Любовных элегий» Овидия (III, 7), а «обращение девушки к не желающей исполнять свои обязанности части тела поднимается здесь до философских высот».
В ответ на ироничное замечание поэта, что его «бессильное оружие» огорчает её больше, чем его самого, обиженная подруга разражается пламенной тирадой:
Шестая элегия служит кратким заключением. За внешней иронией и фривольностью стихов Максимиана кроются аскетические помыслы автора, вероятно, бывшего христианином.
По причине классической гладкости его стиха и языка в средние века Максимиан стал школьным автором, использовавшимся и в качестве морального примера, а первый издатель в 1501 из за сходства его слога со стилем римского Золотого века, приписал стихи Максимиана Корнелию Галлу.

## Издания и переводы
- Maximiani Elegiae // Poetae Latini Minores. V. — Lipsiae, 1883
- Максимиан. Элегии (2, 3 и 5) / Пер. М. Л. Гаспарова // Поздняя латинская поэзия. — М.: Художественная литература, 1982